# Alberto Guzmán
Alberto Guzmán (Talara, 4 de septiembre de 1927 - Nogent-sur-Marne, 2 de noviembre de 2017) fue un escultor peruano residente en Francia.

## Biografía

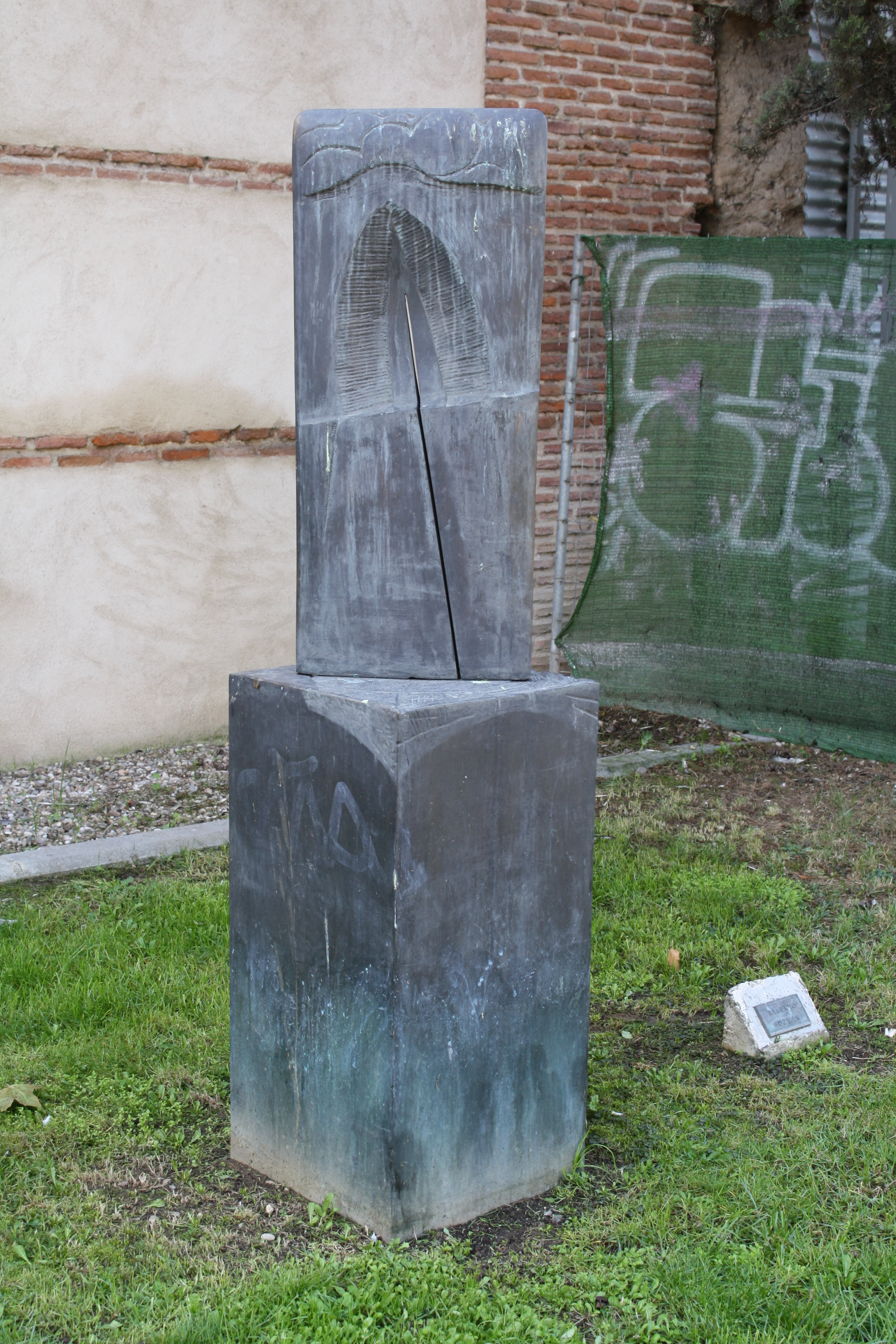
Obra expuesta en el Museo de Escultura al Aire Libre de Alcalá de Henares.

Alberto Guzmán nació el 4 de septiembre de 1927 en la ciudad de Talara en el Perú.
En 1956, con 29 años, recibió la medalla de oro de la Escuela Nacional de Bellas Artes de Lima. Ciudad en la que expuso al año siguiente, 1957, su primera escultura abstracta en hierro soldado. Con 32 años, en 1959, presentó su primera exposición individual en el Instituto de Arte Contemporáneo de Lima.
Ganó un concurso convocado por el Estado francés, que le otorga una beca de viaje y estancia en París. En 1962, residiendo ya en la capital francesa, Alberto Guzmán expone en la muestra titulada «L’art latino-américain de Paris» celebrada en el Museo de Arte Moderno de la ciudad de París y en el Salón de jóvenes escultores.Al año siguiente es invitado a participar en la III Bienal de París.
Su primera exposición individual en París llega en 1965, organizada por la galería de Avray. En 1966 es invitado a participar en la Bienal de Venecia. En 1967, con cuarenta años es distinguido con el Premio André Susse en el salón de jóvenes escultores. 1969 es un año marcado por continuas exposiciones de su obra, invitado en la bienal de Amberes, en la bienal de Carrara y en la muestra de mayo en París.
En el año 1970 Guzmán comienza a trabajar el mármol, intentando transponer las formas habituales en su obra en el nuevo material. En el año que cumple 45 años es presentada una exposición de dibujos y esculturas en el Museo Antoine Bourdelle de París; la exposición se tituló «Sculptures et dessins de 1959 à 1972» y abarcó toda la producción profesional del artista. En 1973 es invitado a la Bienal de Budapest. También participa junto a Albert Féraud y Germaine Richier, entre otros en la muestra de escultura al aire libre organizada en Plateau d’Assy bajo el epígrafe «Sculptures en montagne».
En 1982, rondando la mitad del siglo de vida participa en la Trienal de escultura europea en el Gran Palacio de París. En 1986 participa en la Bienal de La Habana.
En 1999 es un año de reencuentros, expone en la Maison de l’Amérique Latine de París, en F.I.A.C. Galerie Forum (Perú) y París.
El Espace 1789 de Saint-Ouen acoge en 2004 una muestra de esculturas de Alberto Guzmán.
Junto a su trabajo como un escultor, presente en una serie de obras monumentales y fuentes instaladas en diferentes espacios urbanos, Alberto Guzmán hacía joyas, muebles y decorados de teatro.